# Wioślarstwo na Letnich Igrzyskach Olimpijskich 1976
Wioślarstwo na Letnich Igrzyskach Olimpijskich 1976 w Montrealu rozgrywane było w dniach 18–25 lipca. Zawody odbyły się w Montrealu. W zawodach wioślarskich wzięło udział 593 zawodników: 388 mężczyzn oraz 205 kobiet z 31 krajów. Po raz pierwszy rozgrywano konkurencje kobiece. Rozegrano 14 konkurencji – 8 męskich i 6 żeńskich. Kobiety rywalizowały na dystansie 1000 metrów.

## Konkurencje
| Konkurencja                    | Mężczyźni | Kobiety |
| ------------------------------ | --------- | ------- |
| jedynka                        | M1x       | W1x     |
| dwójka podwójna                | M2x       | W2x     |
| czwórka podwójna               | M4x       | –       |
| dwójka bez sternika            | M2-       | W2-     |
| czwórka bez sternika           | M4-       | –       |
| dwójka ze sternikiem           | M2+       | –       |
| czwórka ze sternikiem          | M4+       | W4+     |
| czwórka podwójna ze sternikiem | –         | W4x+    |
| ósemka ze sternikiem           | M8+       | W8+     |

## Medaliści

### Kobiety
| Konkurencja                    | Złoto | Rezultat | Srebro | Rezultat | Brąz | Rezultat |
| Jedynka                        | NRD · Christine Scheiblich | 4.05,56  | Stany Zjednoczone · Joan Lind | 4.06,21  | ZSRR · Jelena Antonowa | 4.10,24  |
| Dwójka podwójna                | Bułgaria · Swetła Ocetowa · Zdrawka Jordanowa | 3.44,36  | NRD · Sabine Jahn · Petra Boesler | 3.47,86  | ZSRR · Eleonora Kaminskaitė · Genovaitė Ramoškienė | 3.49,93  |
| Dwójka bez sternika            | Bułgaria · Sijka Kełbeczewa · Stojanka Grujczewa | 4.01,22  | NRD · Angelika Noack · Sabine Dähne | 4.01,64  | RFN · Edith Eckbauer · Thea Einöder | 4.02,35  |
| Czwórka ze sternikiem          | NRD · Karin Metze · Bianka Schwede · Gabi Lohs-Kühn · Andrea Kurth · Sabine Heß                                                                                       | 3.45,08  | Bułgaria · Ginka Giurowa · Lilana Wasewa · Reni Jordanowa · Marijka Modewa · Kapka Georgiewa                                                                     | 3.48,24  | ZSRR · Nadieżda Siewostjanowa · Ludmiła Krochina · Galina Miszenina · Anna Pasocha · Lidija Kryłowa                                                          | 3.49,38  |
| Czwórka podwójna ze sternikiem | NRD · Roswietha Zobelt · Jutta Lau · Viola Poley · Anke Borchmann · Liane Weigelt-Buhr                                                                                | 3.29,99  | ZSRR · Anna Kondraszina · Mira Briunina · Łarisa Aleksandrowa · Galina Jermołajewa · Nadieżda Czernyszowa                                                        | 3.32,49  | Rumunia · Ioana Tudoran · Maria Micșa-Macoviciuc · Felicia Afrăsiloaie · Elisabeta Lazăr · Elena Giurcă                                                      | 3.32,76  |
| Ósemka                         | NRD · Viola Goretzki · Christiane Knetsch-Köpke · Ilona Richter · Brigitte Ahrenholz · Monika Kallies · Henrietta Ebert · Helma Lehmann · Irina Müller · Marina Wilke | 3.33,32  | ZSRR · Lubow Tałałajewa · Nadieżda Roszczina · Kławdia Kożenkowa · Ołena Zubko · Olha Kołkowa · Nelli Tarakanowa · Nadija Rozhon · Olga Guzienko · Olha Puhowśka | 3.36,17  | Stany Zjednoczone · Jackie Zoch · Anita DeFrantz · Carie Graves · Marion Greig · Anne Warner · Peggy McCarthy · Carol Brown · Gail Ricketson · Lynn Silliman | 3.38,68  |

### Mężczyźni
| Konkurencja           | Złoto | Rezultat | Srebro | Rezultat | Brąz | Rezultat |
| Jedynka               | Finlandia · Pertti Karppinen | 7.29,03  | RFN · Peter-Michael Kolbe | 7.31,67  | NRD · Joachim Dreifke | 7.38,03  |
| Dwójka podwójna       | Norwegia · Frank Hansen · Alf Hansen | 7.13,20  | Wielka Brytania · Chris Baillieu · Mike Hart | 7.15,26  | NRD · Uli Schmied · Jürgen Bertow | 7.17,45  |
| Dwójka bez sternika   | NRD · Jörg Landvoigt · Bernd Landvoigt | 7.23,31  | Stany Zjednoczone · Calvin Coffey · Mike Staines | 7.26,73  | RFN · Peter van Roye · Thomas Strauß | 7.30,03  |
| Dwójka ze sternikiem  | NRD · Harald Jährling · Friedrich-Wilhelm Ulrich · Georg Spohr | 7.58,99  | ZSRR · Dmitrij Biechtieriew · Jurij Szurkałow · Jurij Łoriencson                                                                                             | 8.01,82  | Czechosłowacja · Oldřich Svojanovský · Pavel Svojanovský · Ludvík Vébr                                                                       | 8.03,28  |
| Czwórka bez sternika  | NRD · Siegfried Brietzke · Andreas Decker · Stefan Semmler · Wolfgang Mager                                                                                                  | 6.37,42  | Norwegia · Ole Nafstad · Arne Bergodd · Finn Tveter · Rolf Andreassen                                                                                        | 6.41,22  | ZSRR · Raul Arnemann · Nikołaj Kuzniecow · Walerij Dolinin · Anuszawan Gasan-Dżałałow                                                        | 6.42,52  |
| Czwórka ze sternikiem | ZSRR · Władimir Jeszynow · Nikołaj Iwanow · Michaił Kuzniecow · Aleksandr Klepikow · Aleksandr Łukjanow · Aleksandr Siema                                                    | 6.40,22  | NRD · Andreas Schulz · Rüdiger Kunze · Walter Dießner · Ullrich Dießner · Johannes Thomas                                                                    | 6.42,70  | RFN · Hans-Johann Färber · Ralph Kubail · Siegfried Fricke · Peter Niehusen · Hartmut Wenzel                                                 | 6.46,96  |
| Czwórka podwójna      | NRD · Wolfgang Güldenpfennig · Rüdiger Reiche · Karl-Heinz Bußert · Michael Wolfgramm                                                                                        | 6.18,65  | ZSRR · Jewgienij Dulejew · Jurij Jakimow · Aivars Lazdenieks · Vytautas Butkus                                                                               | 6.19,89  | Czechosłowacja · Jaroslav Hellebrand · Václav Vochoska · Zdeněk Pecka · Vladek Lacina                                                        | 6.21,77  |
| Ósemka                | NRD · Bernd Baumgart · Gottfried Döhn · Werner Klatt · Hans-Joachim Lück · Dieter Wendisch · Roland Kostulski · Ulrich Karnatz · Karl-Heinz Prudöhl · Karl-Heinz Danielowski | 5.58,29  | Wielka Brytania · Richard Lester · John Yallop · Tim Crooks · Hugh Matheson · David Maxwell · Jim Clark · Fred Smallbone · Lenny Robertson · Patrick Sweeney | 6.00,82  | Nowa Zelandia · Ivan Sutherland · Trevor Coker · Peter Dignan · Lew Wilson · Joe Earl · Dave Rodger · Alec McLean · Tony Hurt · Simon Dickie | 6.03,51  |

## Występy Polaków
| Konkurencja | Jedynka       | Dwójka bez sternika                 | Dwójka ze sternikiem                             | Czwórka ze sternikiem                                                             | Ósemka |
| ----------- | ------------- | ----------------------------------- | ------------------------------------------------ | --------------------------------------------------------------------------------- | --- |
| Kobiety     | Ewa Ambroziak | Anna Karbowiak Małgorzata Kawalska  |                                                  |                                                                                   | Anna Brandysiewicz Bogusława Kozłowska Barbara Wenta Danuta Konkalec Róża Data Mieczysława Franczyk Maria Stadnicka Aleksandra Kaczyńska Dorota Zdanowska |
| Mężczyźni   |               | Alfons Ślusarski Zbigniew Ślusarski | Ryszard Stadniuk Grzegorz Stellak Ryszard Kubiak | Jerzy Broniec Adam Tomasiak Jerzy Ulczyński Ryszard Burak Włodzimierz Chmielewski | |

## Kraje uczestniczące
W zawodach wzięło udział 593 wioślarzy z 31 krajów:
| - Argentyna (10) - Australia (13) - Austria (3) - Belgia (7) - Brazylia (7) - Bułgaria (33) - Czechosłowacja (34) - Dania (7) - Finlandia (7) - Francja (17) | - Holandia (24) - Irlandia (10) - Japonia (9) - Jugosławia (7) - Kanada (46) - Kuba (14) - Meksyk (1) - NRD (54) - Norwegia (14) - Nowa Zelandia (18) | - Polska (22) - RFN (44) - Rumunia (21) - Stany Zjednoczone (54) - Szwajcaria (4) - Szwecja (3) - Urugwaj (1) - Węgry (8) - Wielka Brytania (31) - Włochy (15) | - ZSRR (55) |

## Klasyfikacja medalowa
| Lp. | Państwo           |   |   |   | Razem |
| --- | ----------------- | - | - | - | ----- |
| 1.  | NRD               | 9 | 3 | 2 | 14    |
| 2.  | Bułgaria          | 2 | 1 | – | 3     |
| 3.  | ZSRR              | 1 | 4 | 4 | 9     |
| 4.  | Norwegia          | 1 | 1 | 0 | 2     |
| 5.  | Finlandia         | 1 | – | – | 1     |
| 6.  | Stany Zjednoczone | – | 2 | 1 | 3     |
| 7.  | Wielka Brytania   | – | 2 | – | 2     |
| 8.  | RFN               | – | 1 | 3 | 4     |
| 9.  | Czechosłowacja    | – | – | 2 | 0     |
| 10. | Rumunia           | – | – | 1 | 1     |
|     | Nowa Zelandia     | – | – | 1 | 1     |